# Государственные курсы агитации и техники речи
Государственные курсы агитации и техники речи — учебное заведение в Ленинграде, существовавшее в 1924—1930 годах.
Когда в 1924 году был закрыт Институт живого слова, студенты ораторского отделения направили делегацию в Москву с просьбой отменить это решение. При содействии Луначарского было получено разрешение открыть на основе отделения новое учебное заведение, которое готовило бы кадры агитаторов.
Статус нового заведения был понижен с института до курсов, однако учебная программа была достаточно обширной, а преподавательский состав отличался высоким уровнем знаний и компетентности. Курсы находились в ведении Главполитпросвета. Набор слушателей состоял исключительно из комсомольцев.
До 1926 года ректором был Л. П. Якубинский, затем В. М. Крепс.
Состав:
1. Отделение литературного творчества и журналистики: подготовка руководителей литературно-творческих и журналистических кружков для учреждений Политпросвета, Профобра и Соцвоса. Специальности: история литературы, теория и практика литературы, журналистика. В число преподавателей входили Б. В. Томашевский, Ю. Н. Тынянов.
2. Отделение речевой педагогики: подготовка преподавателей гигиены речи для учреждений Политпросвета, Профобра и Соцвоса, музыкальных техникумов, а также инструкторов для руководителей кружков художественного чтения и рассказывания в школах.
3. Отделение публичной речи: подготовка инструкторов-преподавателей публичной речи для учреждений Политпросвета и Соцвоса. Преподаватели: А. Ф. Кони, Л. В. Щерба, Л. П. Якубинский, К. А. Сюннерберг (также декан ораторской секции).

В 1930 году преобразованы в Институт агитации имени Володарского.